# Комплекс виробництва олефінів в Пучензі
Комплекс виробництва олефінів в Пучензі — китайське виробництво вуглехімічної промисловості в провінції Шеньсі.
На тлі зростаючого попиту на полімери та з урахуванням великих запасів вугілля, в Китаї у 2010-х роках почали споруджувати численні вуглехімічні комплекси з виробництва олефінів. Перш за вони з'явились у північних регіонах — Внутрішній Монголії (заводи в Баотоу, Дуолуні), Нінся-Хуейському автономному районі (виробництво в Їньчуані) та провінції Шеньсі. У останній взимку 2014—2015 років ввели в експлуатацію комплекс у місті Пученг, котрий належить компанії Pucheng Clean Energy Chemical. Останню створили на паритетних засадах Shaanxi Coal Chemical Industry Group та China Three Gorges Corporation (відома передусім своєю найбільшою в світі гідроелектростанцією «Три ущелини»).
На пучензькому майданчику шляхом газифікації вугілля продукується 1,8 млн тонн метанолу на рік, а далі метанол перетворюється на 300 тисяч тонн етилену та 400 тисяч тонн пропілену. При цьому у складі комплексу діє додатковий блок крекінгу олефінів фракцій С4+, котрі утворюються поряд з цільовими продуктами. Це дозволяє збільшити вихід легких олефінів, оскільки звичайне співвідношення спожитого метанолу та отриманих етилену і пропілену становить 3:1.
Отримані олефіни призначені для споживання лініями поліетилену високої щільності/лінійного поліетилену низької щільності та поліпропілену такої ж потужності (тобто 300 та 400 тисяч тонн відповідно).